# Zaid Jabri
Zaid Jabri (arabisch زيد جبري, DMG Zaid Ǧabrī; * 1975 in Damaskus, Syrien) ist ein syrisch-polnischer Komponist, Dirigent und Musikpädagoge. Jabri gilt als einer der bedeutendsten Vertreter der sogenannten zweiten Generation syrischer Komponisten um die Wende des 20.–21. Jahrhunderts, zu denen auch Musiker und Komponisten wie Shafi Badreddin, Kareem Roustom, Raad Khalaf, Kinan Azmeh, Hassan Taha und Basilius Alawad gehören.
Jabri lebt und arbeitet in Krakau, Polen, seit 2011 ist er Mitglied des Verbands Polnischer Komponisten. Jabri erhielt sehr früh kreative Anerkennung und leistete in nur wenigen Jahren aktiver Arbeit als Komponist einen bedeutenden Beitrag zur Entwicklung der zeitgenössischen syrischen Musik. Die Werke von Jabri wurden in ganz Europa, Nordamerika und dem Nahen Osten aufgeführt. Seine Konzerte fanden in Armenien, Belgien, Kanada, Ägypten, England, Frankreich, Deutschland (Berliner Philharmoniker), Griechenland, Island, Italien, den Niederlanden, Polen, Russland, Syrien, Tunesien, der Ukraine, den Vereinigten Arabischen Emiraten und den USA (Carnegie Hall, New York) statt.
Jabri arbeitet aktiv mit Musikgruppen und Solisten zusammen, hält Vorträge, hält Seminare und Workshops an renommierten Universitäten in Europa und den Vereinigten Staaten.

## Musikalisches Schaffen
Jabri hat es sich ganz am Anfang seiner Karriere zur Aufgabe gemacht, europäische Polyphonie mit arabischem Maqam zu verbinden. Jabri sagt: „Man braucht keine arabischen Instrumente, um arabische Musik zu spielen. Wir können Bach auf der Oud spielen. Ich verwende Mikrotöne und erschaffe Melodien, die im Nahen Osten klingen.“ Musik ist für den Komponisten „die abstrakteste Kunst“. In dieser Richtung arbeitend nähert sich Jabri der Schaffung und Entwicklung einer solchen Richtung in der akademischen Musik des Nahen Ostens wie des syrischen Sonorismus. Dabei hatte sein Lehrer, der polnische Komponist Krzysztof Penderecki, großen Einfluss auf den jungen Komponisten.
Jabri ist eine der führenden Persönlichkeiten der syrischen Avantgarde in der akademischen Musik. In seinen Werken ist das organische Zusammenspiel von Moderne und klassischer nahöstlicher Musik verbunden. Die in diesen internationalen kreativen Netzwerken präsentierten Werke von Jabri tragen zur Popularisierung der modernen syrischen klassischen Musik bei. Durch den Einfluss seiner Ideen auf andere syrische Komponisten und Musiker wird ihre Musikproduktion auf Plattformen, die zeitgenössische Kunst in West- und Osteuropa sowie in Kairo, Dubai, Istanbul und Damaskus repräsentieren, erfolgreich verbreitet. Möglich wird dies durch bekannte Kulturforen wie das internationale Festival für zeitgenössische Musik „Warschauer Herbst“, die „Tage der polnischen Musik“ an der Istanbuler Bilgi-Universität und das Morgenland Festival in Osnabrück, sowie dank regelmäßiger Konzerte, die vor dem Bürgerkrieg in Syrien im Opernhaus in Damaskus stattfanden.
2015 debütierte Jabri am Linbury Studio Theatre des Royal Opera House in London, wo Auszüge aus seiner Oper „Cities of Salt“ aufgeführt wurden. Die Handlung von „Cities of Salt“ (arab. Mudun al-milh; deutsch Salzstädte) basiert auf dem gleichnamigen Roman des jordanischen Schriftstellers Abd ar-Rahman Munif aus dem Jahr 1984. Die Auswirkungen globaler geopolitischer Konflikte und Umweltzerstörung auf das Schicksal der Menschen in einer bestimmten Region, die in Munifs Roman künstlerisch dargestellt werden, weckten das Interesse von Jabri und den Librettistinnen Yvette Christiansë und Rosalinda Morris.
2018 während des Beethovenfestes in Bonn wurde „Variations on (R)evolution for mezzo sopran“ für Violine und Klavier mit einem Text von Yvette Christiansë uraufgeführt. Jabris „Hemispheres“ wurde 2021 in der Essener Philharmonie aufgeführt. Seine Kammeroper „Southern Crossings“, die auf einem Libretto eines fiktiven Treffens zwischen dem Astronomen John Herschel und Charles Darwin aus dem 19. Jahrhundert basiert und Hinweise auf den britischen Sklavenhandel enthält, wurde im Juni 2022 in New York City uraufgeführt.
Werke von Jabri wurden auf internationalen Musikforen von Ensembles wie Gidon Kremers Kremerata Baltica, Neuen Vocalsolisten Stuttgart (NVS), dem Deutschen Symphonieorchester Berlin, dem Teatro Comunale di Bologna, Philharmonischen Kammerorchester Berlin, dem Nationalen Symphonieorchester des Polnischen Rundfunks, dem National Philharmonic Orchestra of Armenia und dem Syrischen Nationalsymphonieorchester aufgeführt.

## Kompositionen (Auswahl)
| Kompositionsjahr | Name der Komposition |
| 1997             | Two Songs für Sopran und Streichorchester                                                                                                   |
| 1999             | Triо Bayat |
| 2003             | Muzyka Kameralna für Streichorchester |
| 2004             | Concerto für Klarinette und großes Sinfonieorchester                                                                                        |
| 2005             | Song Without Words 1 für Klarinette und Streichorchester                                                                                    |
| 2005             | Glyptos 1 für Flöte und Schlagzeug |
| 2007             | Song Without Words 2 für Klarinette und Streichorchester                                                                                    |
| 2008             | In Memoriam Solhi al-Wadi – Version für Tonband, Klarinette, Violine, Viola und Violoncello                                                 |
| 2008             | In Memoriam Solhi al-Wadi – Version für Klarinette, Streichorchester und Tonband                                                            |
| 2009             | Song Without Words 3 |
| 2009             | Solo for cello |
| 2010             | Love and Mercy |
| 2011             | Glyptos 2 für Tonband, Flöte, Klarinette, Trompete, Klavier, Violine und Bass                                                               |
| 2012             | Beati Pacifici für Sopran und Klavier – In Memoriam Rachel Corrie                                                                           |
| 2013             | Two Songs From Mihyar Of Damascus |
| 2013             | Gerra and Qasioun für Oboe und elf Streichinstrumente                                                                                       |
| 2015             | Variation on (R)evolution für Mezzosopran, Violine und Klavier                                                                              |
| 2016             | 30 Articles für Bratsche und Elektronik |
| 2016             | Altum für Violoncello und Akkordeon |
| 2017             | A Garden Among the Flames für zwei Solisten (Sopran, Bariton), Kinderchor, gemischter Chor und Symphonieorchester                           |
| 2018             | Solo für Harfe |
| 2019             | Three Scenes für Oboe, Klarinette, Fagott und Klavier (mit Kickdrum) – I Accentato, II Chorale, III Bagatelle – For Ghassan Jabri 1933–2019 |
| 2019             | Solo für Oboe |
| 2020             | Hemispheres für Orchester |
| 2021             | Prelude and Adagio für Streichquartett – In Memoriam Krzysztof Penderecki                                                                   |
| 2021             | Horror Vacui für Streichorchester |
| 2022             | Chamber opera Southern Crossings |